# Oryzopsis holciformis
Oryzopsis holciformis là một loài thực vật có hoa trong họ Hòa thảo. Loài này được (M.Bieb.) Hack. mô tả khoa học đầu tiên năm 1885.